# Erythromma
Erythromma – rodzaj ważek z rodziny łątkowatych (Coenagrionidae).

## Podział systematyczny
Do rodzaju należą następujące gatunki:
- Erythromma lindenii (Selys, 1840) – łątka jeziorna
- Erythromma najas (Hansemann, 1823) – oczobarwnica większa
- Erythromma viridulum (Charpentier, 1840) – oczobarwnica mniejsza